# Thomas Schuler (Journalist)
Thomas Schuler (* 1965 in Ingolstadt) ist ein deutscher Autor und Journalist.

## Wirken
Er studierte an der Graduate School of Journalism der Columbia University in New York und berichtete von 1994 bis 1998 als freier Korrespondent aus den USA (u. a. für die Süddeutsche Zeitung), bevor er als Medienredakteur arbeitete. Heute lebt er in München und ist als Autor tätig.

## Schriften (Auswahl)
- Die Mohns. Vom Provinzbuchhändler zum Weltkonzern. Die Familie hinter Bertelsmann. Campus Verlag, Frankfurt am Main 2004, ISBN 3-593-37307-6.
- Strauß. Die Biographie einer Familie. Scherz Verlag, Frankfurt am Main 2006, ISBN 3-502-15026-5.
- Hrsg. mit Christian Schertz: Rufmord und Medienopfer. Die Verletzung der persönlichen Ehre. Ch. Links Verlag, Berlin 2007, ISBN 978-3-86153-424-2.
- Bertelsmannrepublik Deutschland – eine Stiftung macht Politik. Campus Verlag, Frankfurt am Main 2010, ISBN 978-3-593-39097-0.